# The Sun (New York)

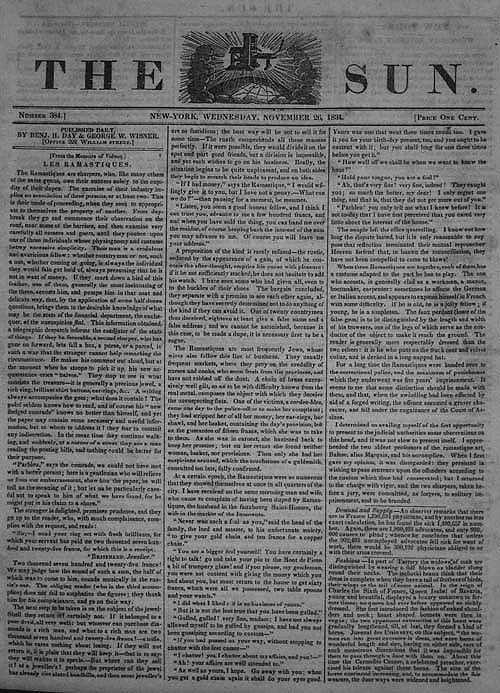
La prima pagina del Sun del 26 novembre 1834

The Sun è stato un quotidiano del mattino pubblicato a New York dal 3 settembre 1833 al 1950. Fondato da Benjamin Day, è stato il primo quotidiano di New York in vendita a un penny, inaugurando la stagione storica della penny press.

## L'ascesa: nasce la penny press
Il quotidiano, con lo slogan It shines for all ("splende per tutti") era in vendita ad un penny e distribuito per strada dagli strilloni, introducendo già per questo fattore un elemento di novità nel panorama editoriale, che fino ad allora vedeva solo quotidiani distribuiti per abbonamento. Inoltre il giornale introdusse per la prima volta articoli sulla cronaca locale e servizi sensazionalistici: proprio per questo suo stile non più rivolto solo alle élite, il Sun ottenne grande successo fra gli operai, arrivando in due mesi a una vendita di duemila copie al giorno, quadruplicata nei quattro mesi successivi. Proprio ad uno di questi servizi sensazionalistici, un servizio-bufala sulla presunta scoperta di vita sulla luna uscito in sei puntate nel 1835, il Sun deve tuttora gran parte della sua notorietà. 
Dal 1868 alla sua morte 1897, il Sun fu diretto da Charles Anderson Dana. Durante la sua direzione, nacque l'edizione pomeridiana del quotidiano (1887).
Fra il 1947 e il 1948 sul Sun uscì una serie di 24 articoli di Malcolm Johnson sulla criminalità nella zona portuale, un servizio che valse a Johnson il Premio Pulitzer per le cronache locali nel 1949. Gli articoli servirono da base per il film del 1954 Fronte del porto.

## Influenza culturale
- A un redattore della cronaca cittadina del Sun, John Bogart[2], si deve una delle citazioni più note sul giornalismo:

- Il 21 settembre 1897 il quotidiano pubblicò nella pagina delle lettere il pezzo Esiste Babbo Natale? (la domanda di una bambina) a cui il giornalista Francis Pharcellus Church rispose Sì, Virginia, Babbo Natale esiste. L'articolo ebbe un successo tale che fu ripubblicato per tutti gli anni seguenti fino alla chiusura del giornale nel 1950.
- La testata del Sun appare in un montaggio di fogli di giornale nel film Il padrino.
- Nel 2002 a New York è nato un quotidiano denominato The New York Sun. Fra le due testate, però, non c'è nessun collegamento.